# Edoclina
Edoclina is een geslacht van wantsen uit de familie van de Reduviidae (Roofwantsen). Het geslacht werd voor het eerst wetenschappelijk beschreven door Jeannel in 1919.

## Soorten
Het genus is monotypisch en bevat alleen de volgende soort:

- Edoclina fallax Jeannel, 1919